# شاطي الظب (بكيل المير)

تعديل مصدري - تعديل

شاطي الظب هي إحدى قرى عزلة صبران بمديرية بكيل المير التابعة لمحافظة حجة، بلغ تعداد سكانها 301 نسمة حسب تعداد اليمن لعام 2004.